# Hugo del Carril
Pierre Bruno Hugo Fontana znany również jako Hugo del Carril (ur. 30 listopada 1912 – zm. 13 sierpnia 1989 w Buenos Aires) – argentyński aktor, reżyser i wykonawca pieśni z gatunku tango.

## Dzieciństwo i młodość
Urodzony w Buenos Aires del Carril był synem rodziców o wysokim statusie ekonomicznym. Jego matka Orsolina Bertani urodziła się w Argentynie, ale ojciec był włoskim architektem, urodzonym w Mediolanie. Mimo dogodnych warunków w jakich żyła cała rodzina, rodzice rozwiedli się, a młody Hugo trafił pod opiekę matki i babki. Studia ukończył na Colegio Nacional Mariano Moreno.

## Kariera
Del Carril rozpoczął karierę jako osobowość radiowa, popularna w Argentynie, by pod koniec 1936 roku podjąć pracę także w branży filmowej. Został niebawem jednym z najpopularniejszych argentyńskich gwiazd filmowych. Do czasu przejścia na emeryturę w 1976 roku wystąpił jako aktor w około 50 filmach, ale od 1949 roku zajął się także reżyserowaniem filmów. Jednocześnie grał, reżyserował i był producentem w produkcjach, z których wiele przynosiło największe wówczas zyski w argentyńskim kinie. W 1952 roku wyreżyserował entuzjastycznie przyjęty film pt. Las aguas bajan turbias. Nagrał również utwór, który stał się oficjalna pieśnią parti justycjalistycznej, pt. Marcha peronista.

## Filmografia

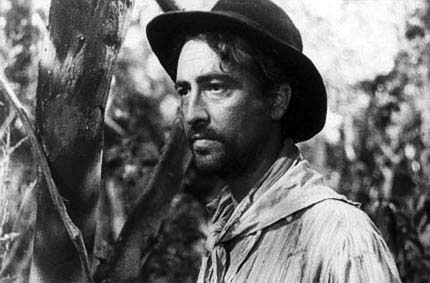
Hugo del Carril w Las aguas bajan turbias

### Aktor
- El canto cuenta su historia (1976)
- La malavida (1973)
- Siempre fuimos compañeros (1973)
- Amalio Reyes, un hombre (1970)
- ¡Viva la vida! (1969)
- El día que me quieras (1969)
- Buenas noches, Buenos Aires (1964)
- La sentencia (1964)
- La calesita (1963)
- Esta tierra es mía (1961)
- Amorina (1961)
- Buenos días, Buenos Aires (corto - 1960)
- Culpable (1960)
- Las tierras blancas (1959)
- Más allá del olvido (1956)
- El último perro (1956)
- Vida nocturna (1955)
- Las aguas bajan turbias (1952)
- Surcos de sangre (1950)
- El último payador (1950)
- Historia del 900 (1949)
- Pobre mi madre querida (1948)
- Buenos Aires canta (1947)
- La cumparsita (1947)
- La cabalgata del circo (1945)
- Los dos rivales (1944)
- La piel de zapa (1943)
- Pasión imposible (1943)
- Amor último modelo (1942)
- La novela de un joven pobre (1942)
- Cuando canta el corazón (1941)
- En la luz de una estrella (1941)
- La canción de los barrios (1941)
- Confesión (1940)
- El astro del tango (1940)
- Gente bien (1939)
- La vida de Carlos Gardel (1939)
- La vida es un tango (1939)
- Madreselva (1938)
- Tres argentinos en París (1938)
- La vuelta de Rocha (1937)
- Los muchachos de antes no usaban gomina (1937)

### Reżyser
- Yo maté a Facundo (1975)
- Buenas noches, Buenos Aires (1964)
- La sentencia (1964)
- La calesita (1963)
- Esta tierra es mía (1961)
- Amorina (1961)
- Culpable (1960)
- Las tierras blancas (1959)
- Una cita con la vida (1958)
- Más allá del olvido (1956)
- La Quintrala, doña Catalina de los Ríos y Lisperguer (1955)
- Las aguas bajan turbias (1952)
- Surcos de sangre (1950)
- Historia del 900 (1949)

### Scenarzysta
- Yo maté a Facundo (1975)
- Historia del 900 (1949)

### Producent
- Buenas noches, Buenos Aires (1964)
- La sentencia (1964)
- La calesita (1963)
- Las tierras blancas (1959)
- Una cita con la vida (1958)
- Más allá del olvido (1956)
- La Quintrala, doña Catalina de los Ríos y Lisperguer (1955)
- Surcos de sangre (1950)
- Historia del 900 (1949)